# Vaulx-en-Velin
Vaulx-en-Velin là một xã thuộc tỉnh Rhône trong vùng Rhône-Alpes phía đông nước Pháp. Xã này nằm ở khu vực có độ cao trung bình 192 mét trên mực nước biển.